# 永康交流道
永康交流道，是臺灣國道一號位於臺南市永康區的交流道，與省道臺1線垂直交會，指標為319k，與大灣交流道、仁德交流道同為臺南市區的三大交流道。舊稱新市交流道，後於國道八號通車後改為現名。
交通部高速公路局曾將永康交流道一度比照行經臺北市與高雄市市區以路名為出口預告的作法，將出口預告改為「中正北路」，但因民眾習慣原本的地名出口預告，以及考量台南市已縣市合併，不宜再將「永康」與「台南」並列，經過與台南市政府交通局討論後，改為「永康｜台南市北區」。
|      | 319 永康 | 南下            |  | 永康 台南市北區 |
| 北上 | 319 永康 | 台南市北區 永康 |  |                 |
| 北上 | 319 永康 | 永康產業園區    |  |                 |

## 鄰近設施
永康交流道東側設有永大陸橋跨越台鐵縱貫線連結永大路（市道177號），北上可至新市區，南下可至臺南市區。

## 相關計劃

### 國道一號永康交流道聯絡道工程
- 永康交流道聯絡道，又稱為安南永康新環線，連結永康交流道至國道八號，全案分為5標進行。[1]
  - 4-11-40m道路（台1線至北外環）：南起台1線中正北路，北至北外環道路。永安路全線拓寬為40米，長1.48公里，於2019年3月16日動工，預計2022年4月完工。
  - 4-11-40m道路（北外環至東和橋）：南起北外環道路，北至慶和路二段。長和路一段拓寬為40米，長490公尺，於2020年12月9日動工，預計2022年12月完工。
  - 4-11-40m道路（跨安順排水）：南起環館北路，北至長和路二段12巷。長和路一段拓寬為40米，長467公尺，於2019年3月16日動工，預計2022年10月完工。
  - 3-60-20m道路：南起長和路二段12巷，北至環福街152巷。長和路二段12巷215弄以北為新闢20米寬道路，以南則為現有長和路二段12巷道路擴寬為20米，長935公尺，全線已於2021年3月完工並開放通車。[2]
  - 南133線道路：南起環福街152巷，北至國道八號。全線拓寬為20米，長1.34公里，於2020年6月14日動工，預計2022年11月完工。

## 外部連結
- 國道一號永康交流道示意圖 （页面存档备份，存于）（交通部高速公路局）